# Jürgen Schult
Jürgen Schult (Amt Neuhaus, 11 mei 1960) is een voormalige atleet uit de vroegere Duitse Democratische Republiek (DDR), die gespecialiseerd was in het discuswerpen. Hij werd olympisch kampioen, Europees kampioen en meervoudig Oost-Duits kampioen in deze discipline. In totaal nam hij viermaal deel aan de Olympische Spelen en won hierbij twee medailles (goud en zilver). Sinds 1986 was hij houder van het wereldrecord, tot dit in 2024 werd verbeterd door Mykolas Alekna.

## Biografie
In 1979 werd Schult Europees jeugdkampioen. In 1983 boekte hij zijn eerste succes bij de senioren. Hij won toen een gouden medaille bij de Oost-Duitse kampioenschappen. Die nationale titel zou hij in totaal achtmaal veroveren. Op de wereldkampioenschappen in Helsinki dat jaar, moest hij met 64,92 m genoegen nemen met een vijfde plaats.
Op 6 juni 1986 bracht hij het wereldrecord op 74,08 in Neubrandenburg. Hij verbeterde hiermee het oude wereldrecord met ruim twee meter. Hij won de Europacup in 1983, 1989 en 1999. In 1987 veroverde hij op de wereldkampioenschappen in Rome een gouden medaille bij het discuswerpen.
Zijn beste prestatie boekte Jürgen Schult in 1988 op de Olympische Spelen van Seoel. Hij maakte toen zijn olympisch debuut op het onderdeel discuswerpen. Met een beste poging van 68,82 versloeg hij Romas Ubartas uit de Sovjet-Unie (zilver; 67,48) en Rolf Danneberg uit de Bondsrepubliek (brons; 67,38). Vier jaar later moest hij bij de Olympische Spelen van 1992 in Barcelona met 64,94 genoegen nemen met een zilveren medaille. Deze wedstrijd werd gewonnen door de Litouwer Romas Ubartas, die zijn discus 65,12 ver wist te werpen.
Schult heeft een graad in sportonderwijs en werd in 2002 trainer van het Duitse discuswerpteam. Naast atleet is hij journalist in opleiding.

## Doping
In de DDR werden talentvolle sporters structureel doping toegediend in het kader van het Staatsplanthema 14.25. In onderzoeken die na de Duitse hereniging werden gedaan bleek dat Schult in ieder geval in 1983 en 1984 hoge doses van het middel Oral-Turinabol toegediend heeft gekregen.

## Titels
- Olympisch kampioen discuswerpen - 1988
- Wereldkampioen discuswerpen - 1987
- Europees kampioen discuswerpen - 1990
- Duits kampioen discuswerpen - 1999
- Oost-Duits kampioen discuswerpen - 1983, 1984, 1985, 1986, 1987, 1988, 1989, 1990
- Europees jeugdkampioen discuswerpen - 1979

## Persoonlijke records
| Onderdeel    | Prestatie           | Datum       | Plaats         |
| ------------ | ------------------- | ----------- | -------------- |
| discuswerpen | 74,08 m (ex-WR; NR) | 6 juni 1986 | Neubrandenburg |
| kogelstoten  | 17,45 m             | 1982        |                |

## Wereldrecords
| Afstand | Datum       | Plaats         |
| ------- | ----------- | -------------- |
| 74,08 m | 6 juni 1986 | Neubrandenburg |

## Palmares

### discuswerpen
- 1979:  ELK - 56,18 m
- 1983: 5e WK - 64,92 m
- 1983:  Europacup - 64,96 m
- 1984:  Vriendschapsspelen - 66,02 m
- 1985:  Wereldbeker - 68,30 m
- 1987:  WK - 68,74 m
- 1987:  Europacup - 66,54 m
- 1988:  OS - 68,82 m
- 1989:  Europacup - 66,54 m
- 1989:  Wereldbeker - 67,12 m
- 1989:  Grand Prix Finale - 67,48 m
- 1990:  EK - 64,58 m
- 1991: 6e WK - 63,12 m
- 1991:  Europacup - 63,24 m
- 1992:  OS - 64,94 m
- 1993:  Grand Prix Finale - 64,12 m
- 1993:  WK - 66,12 m
- 1994:  EK - 64,18 m
- 1994:  Europacup - 64,42 m
- 1995: 5e WK - 64,44 m
- 1996:  Europacup - 61,96 m
- 1996: 6e OS - 64,62 m
- 1997:  WK - 66,14 m
- 1997: 4e Grand Prix Finale - 64,18 m
- 1998:  Europacup - 64,37 m
- 1998:  EK - 66,69 m
- 1999:  WK - 68,18 m
- 1999:  Europacup - 65,68 m
- 1999: 5e Grand Prix Finale - 64,94 m
- 2000: 8e OS - 64,41 m

Golden League-podiumplekken
- 1998:  Weltklasse Zürich – 65,96 m
- 1999:  Golden Gala – 66,34 m
- 1999:  Weltklasse Zürich – 66,88 m
- 1999:  Memorial Van Damme – 64,53